# مگالنسفالی
مگالنسفالی یا ماکرنسفالی (به انگلیسی: Megalencephaly)، به اختصار MEG، که برخی اوقات با ماکروسفالی (بزرگی سر) اشتباه گرفته می‌شود یک اختلال رشد به حساب می‌آید که در آن مغز به‌طور غیرطبیعی بزرگ شده‌است. مشخصه آن مغزی دارای ۲٫۵ انحراف استاندارد بالاتر از میانگین وزن مغزیِ متوسط در افراد است. گفته می‌شود تقریباً از هر ۵۰ کودک ۱ نفر (۲٪) مبتلا به این عارضه است
محققان بر این باور اند، جهش در مسیر PI3K-AKT (مسیر سیگنال دهی سلولی) عامل اصلی تکثیر بیش از اندازه سلول‌های مغز و در نهایت علت اصلی مگالنسفالی است. این جهش، یک طبقه‌بندی از رشد بیش از حد مغز را ایجاد کرده که شامل دو سندرم ناهنجاری مگالنسفالی-مویرگی (MCAP) و مگالنسفالی-پلی داکتیلی-پلی میکروگیریا-هیدروسفالی (MPPH) می‌شود. مگالنسفالی معمولاً در بدو تولد و به وسیله ام‌آرای تشخیص داده می‌شود.
چندین اختلال روان‌پزشکی عصبی مرتبط با مگالنسفالی وجود دارد؛ برای مثال مطالعات نشان داده‌است اوتیسم شایع‌ترین بیماری مرتبط با ناهنجاری MEGبه‌شمار می‌آید. اگرچه در حال حاضر درمانی برای مگالنسفالی وجود ندارد، اما روش‌های مدیریتی برا کاهش نقایص مرتبط با مگالنسفالی در حال گسترش است.
بیشتر تحقیقات اخیر با هدف ایجاد محرک‌های بازدارنده برای کاهش مسیر جهش ایجاد کننده مگالنسفالی انجام شده‌است.

## شرح
سه نوع گسترده مگالنسفالی وجود دارد:

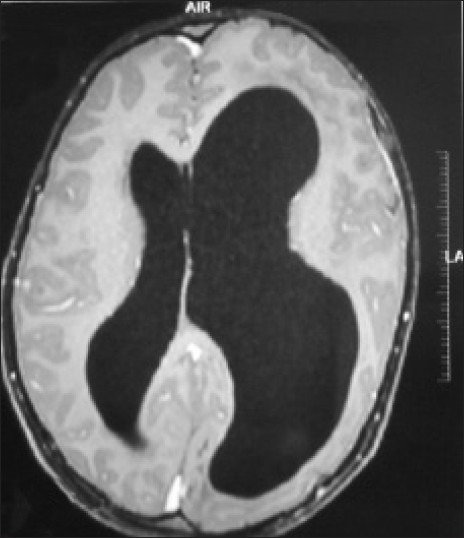
همی گالنسفالی که نیم‌کره سمت راست رشد بیشتری نسبت به نیم‌کره سمت چپ دارد.

1. مگالانسفالی اولیه یا مگالانسفالای خوش‌خیم خانوادگی
2. مگالانسفالی ثانویه، که در نتیجه یک اختلال دیگر رخ می‌دهد؛
3. مگالانسفالی یک طرفه یا همی گالنسفالی، زمانی رخ می‌دهد که نیمی از مغز شما بزرگ شده باشد.

مگالنسفالی وضعیتی بوده که در آن نوزاد یا کودک، دارای مغز غیرعادی، بزرگ، سنگین و معمولاً ناقص است؛ به گونه‌ای، وزن مغز برای سن و جنس کودک بیشتر از اندازهٔ متوسط است. بزرگ شدن سر ممکن است در بدو تولد مشهود باشد یا در سالهای اولیه زندگی به‌طور غیرطبیعی بروز کند تصور می‌شود که مگالنسفالی با اختلال در تنظیم تولید سلول‌ها در مغز مرتبط است. در رشد طبیعی، تکثیر نورون‌ها طی فرایندی که در آن سلول‌های عصبی تقسیم و نسل جدیدی از سلول‌ها را تشکیل می‌دهند، تنظیم می‌شود به طوری که تعداد مناسبی از سلول‌ها در زمان و محل مناسب تکثیر و ایجاد می‌گردند. در مغزِ دارای اختلال مگالنسفالی، تعداد زیادی سلول در طول رشد یا به تدریج به عنوان بخشی از اختلالات دیگر مانند نوروفیبروماتوزها یا لکودیستروفی‌ها تولید می‌شوند. علائم مگالنسفالی شامل تأخیر در رشد، تشنج و اختلال عملکرد کورتیکوسپاینال (قشر مغز و نخاع) است.
مگالنسفالی مردان را بیشتر از زنان مبتلا می‌کند. مگالنسفالای یک طرفه یا همی گالنسفالی یک بیماری نادر است که با بزرگ شدن یک طرف مغز، مشخص می‌شود. کودکان مبتلا به این اختلال ممکن است دارای سر بزرگ و نامتقارن باشند که با تشنج، فلج نسبی و اختلال در عمکرد شناختی همراه است.

## تشخیص و پیش‌آگاهی

### پیش آگاهی
پیش آگاهی و تشخیصِ قبل از تولد نوزادان و کودکان مبتلا به مگالنسفالی بستگی به علت زمینه ای و اختلالات عصبی مرتبط دارد. پیش آگاهی و فهم امکان تولد نوزاد مبتلا به همی گالنسفالی غیرممکن است زیرا این بیماری بیشتر در اثر اختلالات دوران جنینی بروز می‌کند.

### تشخیص
همی گالنسفالی سمت چپ، در فرد مبتلا به نوروفیبروماتوز به سادگی قابل تشخیص است، با وجود پیشرفت‌های بسیار که در تشخیص مگالنسفالی در این سال‌ها صورت گرفته، همچنان پزشکان نتوانسته‌اند این اختلال را با دقت بیشتری تشخیص دهند و معمولاً اولین معاینه فیزیکی زمانی انجام می‌شود که ویژگی‌های مگالنسفالی ظاهر شود. این معاینه‌ها معمولاً در هنگام تولد یا در مراحل اولیه رشد کودک انجام می‌گیرد. پس از تولد پزشک اندازه‌گیری دو سر را انجام داده سپس سوابق خانوادگی را بررسی می‌کند تا دریابد آیا سابقه مگالنسفالی در خانواده وجود داشته‌است یا خیر. اگر اندازه سر در اندازه طبیعی نباشد، بررسی دستگاه عصبی با استفاده از MRI برای تشخیص ابتلا به ماکروسفالی یا مگالنسفالی انجام می‌گیرد. این آزمایشِ تصویربرداری اطلاعات مفصلی در مورد اندازه مغز، عدم تقارن حجمی نیم کره‌ها و سایر تحولات نامنظم مرتبط با مگالنسفالی-پلی داکتیلی-پلی میکروگیریا-هیدروسفالی، مگالنسفالی-مویرگی و همی گالنسفالی را ارائه می‌دهد.
همچنین ارتباطِ زیادی بین صرع و مگالنسفالی وجود دارد و این مسئله می‌تواند به پزشکان در تشخیص این بیماری کمک کند.

## جلوگیری
از آنجا که روش‌های درمانیِ بسیار کمی برای مدیریت مگالنسفالی وجود دارد، بیشتر تحقیقات برای مهار جهش مسیر کورتیکوسپاینال انجام شده‌است؛ امکان به نتیجه رسیدن این تحقیقات بسیار پایین است زیرا درک مکانیسمِ زمینه ای جهش ژنی، کار دشواری است. چیدمان‌های ژنتیکی که باعث ایجاد یک جهش می‌شوند، پراکنده‌اند و تشخیص الگوها در بسیاری از موارد دشوار است. اگرچه تحقیقات بسیار کمی برای ایجاد محرک‌هایی بازدارنده برای جلوگیری از جهش در مسیر PI3K-AKT انجام شده‌است، اما چندین شرکت دارویی بر روی طراحی داروهای پیشگیری کننده تمرکز کرده‌اند.

## درمان
درمان استاندارد برای مگالنسفالی وجود ندارد. درمان بستگی به اختلال، علائم و معلولیتهای فردی که با آن مرتبط است دارد و بیشتر به صورت کاهنده عوارض مگالنسفالی صورت می‌گیرد.